# Gaoxin (köping i Kina, Henan)
Gaoxin (kinesiska: 高辛, 高辛镇) är en köping i Kina. Den ligger i provinsen Henan, i den centrala delen av landet, omkring 190 kilometer öster om provinshuvudstaden Zhengzhou. Antalet invånare är 41 267. Befolkningen består av 20 617 kvinnor och 20 650 män. Barn under 15 år utgör 21,0 %, vuxna 15-64 år 69 %, och äldre över 65 år 9,0 %.
Genomsnittlig årsnederbörd är 888 millimeter. Den regnigaste månaden är juli, med i genomsnitt 196 mm nederbörd, och den torraste är januari, med 7 mm nederbörd.